# كاسالبورجون
كاسالبورجون، (كازال بورجوني) بالإيطالية. هي بلدية في مدينة تورينو الحضرية في المنطقة الإيطالية بيدمونت، وتقع على بعد حوالي 20 كيلومترًا (12 ميلًا) شمال شرق تورين.

## موقعها
تقع كاسالبورجون على حدود البلديات التالية:

سان سيباستيانو دا بو و لوريانو وكاستاجنيتو بو وريڤالبا وتونينجو وارامينجو وبيرزانو دي سان بيترو وتشينزانو.

## انظر ايضاً
- الجمهورية الايطالية
- ايطاليا
- روما